# Земская статистика
Зе́мская статистика — статистические работы земств по обследованию главным образом состояния сельского хозяйства и процессов его социально-экономического развития.
Подобные исследования, как правило, проводились по собственной инициативе земских учреждений в связи с потребностью земств в наличии материалов о ценности и доходности земель и другой недвижимости для правильной раскладки земских повинностей, а также для сбора сведений о продовольственных нуждах населения. Иногда целью земской статистики был сбор сведений о потребностях в сфере образования, здравоохранения, объёмах региональной промышленности и торговли. Кроме того, к земской статистике можно отнести и сбор земствами различных сведений (например о справочных ценах) по требованию администрации подотчётных территорий. Часто работы по земской статистике содержали описание хозяйственного быта, вследствие чего под именем земской статистики часто подразумевается и местное исследование хозяйственных отношений. При этом врачебное дело, страхование, а иногда и школьное дело имели свою статистику, составляемую специальными органами, а не общими статистическими земскими учреждениями.
По мнению энциклопедического словаря Брокгауза и Ефрона земская статистика в конце XIX века представляла собой выдающийся памятник деятельности русских земств, не имевший аналогов в иностранных государствах.

## История
Несмотря на то, что необходимость сбора статистических сведений осознавалось деятелями земств с момента их образования, первые статистические исследования земствами были проведены лишь в 1870 году: по поручению вятской губернской земской управы В. Я. Заволжский провел обследование в 15 волостях Слободского, Орловского и Котельнического уездов. В следующем году вятское губернское земство имело уже на службе отдельного статистика — H. H. Романова. В том же 1870 году рязанское губернское земство начало исследования оценочного характера по всем уездам губернии.
В 1871 году началось проведение статистических исследований в Тверской губернии. Их тверская губернская управа поручила В. И. Покровскому. В 1874 году начало действовать статистическое бюро херсонского губернского земства. В декабре 1875 года хозяйственно-статистические работы были начаты в Московской и Черниговской губерниях. В Московской губернии статистическими работами руководил В. И. Орлов, а в Черниговской — П. П. Червинский, В. Е. Варзар и А. А. Русов.
С января 1876 года открылось статистическое бюро при пермской губернской управе, с 1879 года начались работы в новгородском губернском земстве, в 1880 году статистические работы начались в Тамбовской и Харьковской губерниях, в 1881 году — в Екатеринославской, Курской, Полтавской, Рязанской и Санкт-Петербургской губерниях, в 1882 году — в Саратовской и Самарской, в 1883 году — в Казанской, в 1884 году — в Воронежской, Смоленской и Таврической губерниях, в 1885 году — в Орловской и Уфимской губерниях, и, наконец, в 1887 году открылось последнее по времени губернское бюро — статистическое земское бюро Нижегородской губернии.
Таким образом, в 23 губерниях земские статистические работы (с опубликованными результатами) велись на средства губернских земств. Кроме того, ещё в двух губерниях — Бессарабской и Тульской — статистические работы велись на средства хотинского (с 1883 года) и тульского (с 1879 года) уездных земств. В 7 из вышеперечисленных губерний, кроме того, проводились исследования по инициативе уездных земств. В начале 1894 года земская статистика действовала в 17 губерниях.

## Виды земской статистики
Земская статистика делилась на основную и текущую. Основная хозяйственная статистика имела задачей выяснить общее положение хозяйства, в связи с имеющимися средствами производства. В большинстве случаев она основывалась на специальных местных (экспедиционных) исследованиях. Главным предметом этих исследований служило крестьянское хозяйство, которое с 1880 года изучалось преимущественно путём местной сплошной подворной переписи. В сравнительно небольшом числе уездов экспедиционным способом было исследовано частновладельческое хозяйство и, наконец, в единичных уездах, при помощи земской статистики, было выполнено сплошное исследование территории.
Текущая земская статистика фиксировала положение сельского хозяйства за каждый отчётный год, и, так же как и статистика департамента земледелия, основывалась в большинстве случаев на сведениях, доставленных добровольными корреспондентами, но кое-где и к ней был применен экспедиционный способ (например в курском земстве в 1883 году, в таврическом в 1888 году, в нижегородском в 1891 году).

## Статистические данные
Первоначальные работы земской статистики в исследовании крестьянского хозяйства не были подворными: единицей наблюдения служило крестьянское общество, а не отдельный двор. Первые подворные переписи отдельных селений были исполнены в Вятской губернии в 1875 году H. H. Романовым и в Черниговской губернии в 1876 году П. П. Червинским. В масштабе целого уезда подворная перепись была впервые проведена в Борисоглебском уезде Тамбовской губернии в 1880 году В. И. Орловым.
В первое время переписи выполнялись преимущественно по списочной системе при которой каждому двору отводилось по одной, горизонтальной строке общего списка. С половины 80-х годов XIX века стали преобладать переписи по карточной системе, где сведения о каждом отдельном дворе заносились на особый листок (карточку). Обязательные составные части формуляров подворной переписи — вопросы о количестве земли, численности населения и о количестве скота. Почти всегда есть отметки об аренде и о занятиях населения, довольно часто встречалась регистрация грамотности, батрачества, построек, способов обработки земли. Особенной подробностью отличались карточки земской статистики в Воронежской губернии, где работы велись под руководством Ф. А. Щербины.
Для выяснения общих хозяйственных условий по каждому селению заполнялся так называемый поселенный (или пообщинный) бланк, куда вносились сведения о почве, рельефе, распределении угодий и культур, посеве и урожае хлебов, разных сторонах хозяйственной техники, формах владения и пользования землей, промыслах, кредите, платежах, и об образовании и благотворительности. Иногда одновременно заполнялись поселенные бланки различного объема, в зависимости от величины селений и других особенностей. Для подробного обследования некоторых крестьянских хозяйств применялись особые бюджетные программы, которые детально были разработаны в земской статистике Воронежского земства. Частновладельческие хозяйства исследовались по особым листкам для каждого отдельного хозяйства. Объем этих листков был разнообразным и иногда включал очень детальное описание техники владельческого хозяйства.
Встречались и сплошные территориальные исследования. Программы территориальной статистики особенно качественно выработаны в нижегородском земстве. Некоторые стороны хозяйственной жизни, например промыслы, ярмарки, переселения, подвергались иногда местному основному исследованию по специальным формулярам.
Текущая земская статистика регистрировала положение сельского хозяйства за отчетный год, а местами отмечала и изменения в промыслах, торговле, страховом и школьном деле. Во всех программах земской статистики обращалось большое внимание на редакцию отдельных вопросов.

## Способы сбора данных
Земская статистика преимущественно основывалась на местном сплошном исследовании. В основной земской статистике крестьянских хозяйств очень редко применялось исследование при помощи рассылки бланков (Пермская губерния в 70-х годах XIX века, Московская губерния в 1883 году). В большинстве случаев исследованием охватывались целые уезды.
Подворные переписи крестьянских хозяйств почти всегда выполнялись особым персоналом регистраторов (постоянных или временных), которые вели опрос населения на сельском сходе. Иногда (в Санкт-Петербургской, Рязанской и частично в Тверской губерниях) перепись выполнялась народными учителями, под контролем статистического бюро. Поселенные бланки заполнялись чаще не на сходе, а в присутствии лишь некоторых домохозяев. Составление поселенных бланков велось иногда тем же персоналом и в то же время, что и подворная перепись, или же выполнялась отдельно от подворной переписи более подготовленным персоналом.
Частновладельческие хозяйства иногда исследовалось при помощи рассылки бланков владельцам и управляющим, но, как правило, большинство разосланных бланков оставалось без ответа, а потому с течением времени все чаще отдавалось предпочтение экспедиционному исследованию частных хозяйств. Исследование частных хозяйств обыкновенно совпадало по времени с исследованием крестьянских (кроме Санкт-Петербургской и Тамбовской губерний), но иногда и при этом велось при помощи особого персонала.
При сборе информации о технике владельческих хозяйств земская статистика часто пользовалась услугами лиц, получивших специальное агрономическое образование.

## Обработка информации
Подсчет материала, накопленного при местных исследованиях, всегда велся в центральных учреждениях земской статистики, то есть при губернской земской управе. Этот подсчет являлся весьма сложной и кропотливой работой (особенно при учете земель в территориальной статистике). Преобладающей формой публикации результатов была табличная, причем для крестьянских хозяйств обычно табличные сведения относились к отдельным селениям, а затем всегда приводилась сводка по волостям и по разрядам крестьян. С половины 80-х годов XIX века, одновременно с распространением карточной системы регистрации, стало вводиться составление так называемых групповых таблиц, при чем за основание группировки крестьянских дворов брался размер надела, количество посева, число работников, количество скота и т. д.
Иногда составлялись еще комбинационные таблицы, впервые примененные А. П. Шликевичем в Козелецком уезде в 1881 году. При исследовании частновладельческих хозяйств в большинстве случаев сведения располагались по отдельным имениям. Сведения территориальной статистики подвергались особенно детальной и тщательной группировке в работах нижегородского земства, под руководством H. Ф. Анненского.
Общее число печатных публикаций по земской статистике к началу 1894 года превысило 600. При этом, в 1890 и в 1891 годах общий объем публикаций составлял около 1000 печатных листов. Текстовая разработка материалов земской статистики значительно отставала от наблюдения и табличной сводки. Многие поуездные сведения состояли исключительно из таблиц, но для довольно большого числа уездов имелись и довольно подробные тексты, относящиеся к крестьянскому хозяйству. Погубернская обработка сведений о крестьянском хозяйстве была сделана лишь в нескольких губерниях, а для владельческих хозяйств была и вовсе ничтожной.

## Объем работы
К началу 1894 годы были опубликованы результаты местной подворной переписи крестьянских хозяйств по 171 уезду 25 губерний (по 69 619 селениям, 3 944 898 крестьянским дворам с населением в 23 508 452 человека обоего пола). В том числе по 15 уездам с 687 селениями, 34 152 дворами и с населением в 198240 человек была произведена неполная перепись в отдельных частях уездов.
Если считать все местности, для которых имеются печатные результаты исследований крестьянского хозяйства, произведенных экспедиционным способом, общее число крестьянских дворов, подвергшихся исследованию, доходило до 5 миллионов. Для 125 уездов 19 губерний европейской части Российской империи имеются печатные результаты исполненного земскими статистиками основного исследования частновладельческих хозяйств, в том числе для 75 уездов 15 губерний опубликованы к 1894 году табличные сведения по отдельным имениям. Сверх того в основной земской статистике к 1894 году опубликованы результаты сплошного исследования территории по 77 уездам в 11 губерниях. Текущая сельскохозяйственная статистика по инициативе земств проводилась в 17 губерниях.

## Совещания
Разнообразие приемов наблюдения, сводки и разработки материала в земской статистике вызывало значительные неудобства при сравнительном изучении материалов, полученных в разных местностях. С целью несколько уменьшить такие неудобства неоднократно собирались совещания, на которых предлагалось и вырабатывалось согласование приемов. Два таких совещания происходили при статистическом отделении московского юридического общества.
Совещание 1887 года обсудило состав минимальной подворной карточки и минимального поселенного бланка, предложив также проект краткого бланка для частных имений. Результаты были напечатаны особой брошюрой в 1887 году («Протоколы заседания статистического отделения. Январь, февраль 1887»). Совещание 1889 года относилось к вопросам территориального исследования. Результаты были опубликованы в «Юридическом вестнике» (1891 г. № 10). Совещание 1894 года происходило в статистической подсекции IX съезда естествоиспытателей в Москве. Обсуждались, главным образом, вопросы о земских оценках, о текущей статистике и о погубернских итоговых изданиях. Результаты были напечатаны в «Сборнике Черниговского земства».

## Публикации
Кроме отчётов заседания земских статистиков, публиковались и другие работы, посвященные общим вопросам русской земской статистики. К ним относятся: статьи В. И. Орлова, В. Н. Григорьева, В. П. Воронцова, А. П. Шликевича, С. Н. Велецкого, И. П. Белоконского, А. Ф. Фортунатова, а также отдельные брошюры Е. С. Филимонова (Вятка, 1889 год), Н. О. Осипова (Казань, 1885 год), С. М. Блеклова («Travaux statistiques des Zemstvos Russes», П., 1893).
Важнейший цифровой материал по крестьянскому хозяйству для 123 уездов был сведен в работе Н. А. Благовещенского «Сводный статистический сборник хозяйственных сведений по земским подворным переписям» (т. I, М. 1893). С конца 1891 года началось издание «Итогов экономического исследования России по данным земской статистики»: том I (1891) содержит обширную монографию В. П. Воронцова о крестьянской земельной общине и небольшой обзор земской статистики крестьянских хозяйств (составленный А. Ф. Фортунатовым); том II (1892) — о крестьянских вненадельных арендах, написан Н. А. Карышевым.